# Dothiopeltis
Dothiopeltis is een geslacht van schimmels behorend tot de familie Leptopeltidaceae. De typesoort is Dothiopeltis arunci.

## Soorten
Volgens Index Fungorum telt het geslacht telt twee soorten (peildatum maart 2023):
| Soortnaam               | Auteur(s)      | Publicatiejaar |
| ----------------------- | -------------- | -------------- |
| Dothiopeltis arunci     | E. Müll.       | 1957           |
| Dothiopeltis cicerbitae | Granmo & Math. | 2013           |